# أوراق قبرص
أوراق قبرص كان تسريبًا لوثائق حكومية متعلقة ببرنامج الاستثمار القبرصي، حصلت عليها قناة الجزيرة وتم إصدارها في أغسطس 2020. يسمح البرنامج لغير المواطنين بالتقدم والحصول على جواز سفر قبرصي من خلال استثمار ما لا يقل عن 2 مليون يورو في قبرص. يُطلق على جوازات السفر التي يتم الحصول عليها من خلال برنامج الاستثمار القبرصي اسم «جوازات السفر الذهبية».
أجرت قناة الجزيرة تحقيقًا بناءً على الأوراق المسربة ووجدت أن جمهورية قبرص قدمت الجنسية من خلال البرنامج للعديد من الأشخاص المرتبطين بالجريمة والفساد.
في 12 أكتوبر 2020 نشرت قناة الجزيرة مقطع فيديو لتحقيق سري يتعلق بالأوراق القبرصية. في الفيديو تكشف قناة الجزيرة كيف أن المحامين ورجال الأعمال والسياسيين القبارصة مستعدون لمساعدة المجرمين المدانين وتحريضهم على الحصول على الجنسية القبرصية، ومنح المجرمين الوصول إلى الأسواق الداخلية من الاتحاد الأوروبي والسفر بدون تأشيرة. ظهر في الفيديو أشخاص من بينهم رئيس مجلس النواب القبرصي ديميتريس سيلوريس وعضو البرلمان كريستاكيس جيوفانيس والمحامي أندرياس جي بيتادجيس. وتجدر الإشارة إلى أن ديميتريس سيلوريس يلتقي في الفيديو بصحفيي الجزيرة السريين الذين يتظاهرون بأنهم ممثلين لرجل أعمال صيني غير موجود بالفعل ومغسل أموال مدان يسعى للحصول على جواز سفر قبرصي عبر البرنامج. في مقطع الفيديو وعد سيلوريس بتقديم دعمه حتى يحصل رجل الأعمال الصيني على الجنسية القبرصية، على الرغم من أن منح الجنسية للمجرمين المدانين يتعارض مع متطلبات البرنامج والقانون القبرصي.
رداً على اتهامات الجزيرة ادعى سيلوريس أنه كان يلعب بالفعل مع بقية الأشخاص الذين ظهروا في الفيديو لجمع المزيد من المعلومات حول رجل الأعمال الصيني المجرم ولإبلاغ السلطات القبرصية أخيرًا عن القضية.
أثار فيديو الجزيرة احتجاجات في العاصمة القبرصية نيقوسيا. وطالب المتظاهرون بإجراء تحقيق كامل وسريع وشفاف والاستقالة الفورية لرئيس مجلس النواب ديميتريس سيلوريس وعضو البرلمان كريستاكيس جيوفانيس. نتيجة لذلك استقال كل من ديميتريس سيلوريس وكريستاكس جيوفانيس من منصبيهما. علاوة على ذلك أعلنت الحكومة القبرصية أنها ستلغي البرنامج اعتبارًا من نوفمبر 2020.